# Люблінське воєводство (1975–1998)
Люблінське воєводство (пол. województwo lubelskie) — адміністративно-територіальна одиниця Польщі найвищого рівня, яка існувала у 1975—1998 роках.
Являло собою одну з 49 основних одиниць адміністративного поділу Польщі, які були скасовані в результаті адміністративної реформи Польщі 1998 року.
Займало площу 6792 км². Адміністративним центром воєводства було місто Люблін. Після адміністративної реформи воєводство припинило своє існування і його територія повністю відійшла до новоствореного Люблінського воєводства.

## Воєводи
- Мечислав Стемпень — 1 червня 1975 – 25 листопада 1980
- Євгеніуш Грабець – 25 листопада 1980 – 19 грудня 1981
- Тадеуш Вільк – 19 грудня 1981 – 14 травня 1988
- Станіслав Сохай – 14  травня 1988 – 13 вересня 1990
- Ян Войцещук – 13 вересня 1990 – 17 березня 1992
- Адам Ціхоцький – 8 травня 1992 – 31 грудня 1993
- Едвард Гунек – 28 січня 1994 – 20 листопада 1997
- Кшиштоф Михальський – 4 січня 1998 – 31 грудня 1998

## Районні адміністрації
- Районна адміністрація в Красник для гмін: Божехув, Дзешковіце, Красник, Ужендув, Вільколаз, Закшувек та міста Красник
- Районна адміністрація в Любартові для гмін: Абрамів, Боркі, Фірлей, Єзьожани, Камйонка, Коцьк, Любартів, Міхів, Недзьв'яда, Острувек, Острів-Любельський, Серники, Усцимув та міста Любартів
- Районна адміністрація в Любліні для гмін: Белжице, Бихава, Файславіце, Глуськ, Яблонна, Ясткув, Конопниця, Кщонув, Людвін, Ленчна, Мелґев, Мілеюв, Неджвиця-Дужа, Нємце, Пяски, Пухачув, Рибчевіце, Спічин, Стшижевіце, Травники, Вулька, Войцехув та міст Люблін і Свідник
- Районна адміністрація в Ополі-Любельському для гмін: Ходель, Юзефув-над-Віслою, Карчміська, Лазіська, Ополе-Любельське, Понятова та Вількув
- Районна адміністрація в Пулавах для гмін: Баранів, Гарбув, Яновець, Казімеж-Дольни, Конськоволя, Курув, Маркушув, Наленчув, Пулави, Вонвольниця,  Жижин та міст Демблін і Пулави
- Районна адміністрація в Риках для гмін: Новодвур, Рики, Стенжиця та Уленж.

## Міста
Чисельність населення на 31.12.1998
- Люблін – 355 500
- Пулави – 50 971
- Свідник – 43 454
- Красник – 35 500
- Любартів – 23 579
- Ленчна – 21 689
- Демблін – 17 890
- Понятова – 10 012
- Рики – 9734
- Ополе-Любельське – 8900
- Бихава – 5480

## Населення
| Рік         | 1975    | 1980    | 1985    | 1990      | 1995      | 1998      |
| Чисельність | 885.000 | 935.200 | 985.400 | 1.016.400 | 1.026.700 | 1.027.300 |